# Star1 Airlines
Star1 Airlines – nieistniejąca litewska tania linia lotnicza z siedzibą w Wilnie, działająca w latach 2009−2010, obsługująca loty regularne oraz czarterowe z lotniska w Wilnie. W pierwszych 6 miesiącach działalności linia przewiozła 66 000 pasażerów. Ze względu na problemy finansowe zawiesiła wszystkie swoje operacje 1 października 2010.

## Historia
Linia ta została założona 25 maja 2009 roku, kiedy grupa Star Team Group przejęła przewoźnika HC Airways na której powstała nowa linia lotnicza o nazwie Star1 Airlines. Wiosną 2009 podpisana została umowa leasingu samolotu typu Boeing 737-700.
Na zlecenie biura podróży Star1 Holidays linie uruchomiły połączenia czarterowe z Wilna do Antalyi, Bodrum (od 30 czerwca 2009), Heraklionu i Salonik (od 1 lipca 2009) oraz do Dalaman (od 3 lipca). Pierwszy rejsowy lot odbył się 3 lipca 2009 z Wilna do Londynu-Stansted. Dzień później wykonano pierwszy lot na trasie Wilno-Dublin. Następnie linia zaczęła latać do Girony (Hiszpania). Kolejnymi nowymi kierunkami były:
- Mediolan (od 21 listopada 2009)
- Edynburg (od 28 marca 2010)
- Ibiza sezonowo
- Palermo sezonowo
- Heraklion sezonowo

22 września 2010 samolot Boeing 737-700 Star1 Airlines został zaaresztowany na lotnisku w Dublinie z powodu długów przewoźnika. Kilka dni później linia ogłosiła zawieszenie wszystkich połączeń po 1 października 2010 roku.

## Flota
Stan na 01.10.2010:

| Model          | Liczba | Liczba pasażerów |
| -------------- | ------ | ---------------- |
| Boeing 737-700 | 1      | 148              |